# Che Sudaka
Che Sudaka es una banda de rock alternativo formada por músicos de Argentina y de Colombia. Autodefinen su estilo como punk reggae party en el que además tienen cabida otros ritmos como el hip-hop, el ska y la cumbia.

### Inicios
Se formó a principios de la década del 2000 en Barcelona por un grupo de inmigrantes ilegales que ofrecían su música en las calles como medio para ganarse la vida y que habían llegado a la ciudad condal siguiendo la estela de Manu Chao, una de las influencias más fuertes de la formación.

## El nombre
El nombre Che Sudaka es la conjunción de dos palabras que son "che" (en mapundungun[cita requerida], la lengua de los Mapuche) que quiere decir "gente" y "sudaka", que es la forma con la que se llama de forma peyorativa en España a la gente procedente de Sudamérica. La conjunción de los dos vocablos forma gente de Sudamérica. La banda explica que escogió ese nombre de manera irónica y que reirse de ellos mismos convierte la discriminación en un acto estúpido de quien lo practica.

## Historia
En marzo de 2012 la banda cumplió 10 años sobre los escenarios durante los cuales llevaron a cabo cerca de un millar de conciertos. Coronaron la década de vida participando, en julio del mismo año, del Fuji Rock, en Japón, junto a artistas tales como The Specials y Toots and the Maytals.
En febrero de 2016, a un mes de celebrar sus 14 años en la ruta, llegaron a su concierto 1300 con un show en Niceto Club, Buenos Aires, Argentina.
En noviembre de 2017 lanzan "Almas rebeldes", nuevo disco de estudio con tres temas nuevos y reversiones de algunos clásicos de la banda. Cuentan con colaboraciones de Manu Chao, Amparo Sánchez, Dr. Ring-Ding y Capricornio Man (El Gran Silencio), entre otros. Junto a Manu Chao graban el video de "La Risa Bonita", dedicado a los payamédicos.

## Discografía
| Año  | Título                                   | Discográfica              |
| ---- | ---------------------------------------- | ------------------------- |
| 2003 | Trippie Town                             | K Industria               |
| 2005 | Trippie Town (Reedición)                 | K Industria               |
| 2005 | Alerta Bihotza                           | K Industria               |
| 2007 | Mirando el Mundo al Revés                | K Industria               |
| 2009 | Tudo é possible                          | Cavernicola + Kasba Music |
| 2010 | Cavernícola Recording VOL.1 (No oficial) | Cavernícola Récords       |
| 2012 | 10                                       | Cavernícola Récords       |
| 2013 | 1111 LIVES                               | Cavernícola Réecords      |
| 2014 | Hoy                                      | Cavernícola Récords       |
| 2017 | Almas Rebeldes                           | Cavernícola Récords       |
| 2020 | 20 Años                                  | Cavernícola Récords       |